# Colby Granstrom
Colby Granstrom (ur. 18 stycznia 1992 w Lake Stevens) – amerykański narciarz alpejski, złoty medalista mistrzostw świata juniorów.

## Kariera
Po raz pierwszy na arenie międzynarodowej Colby Granstrom pojawił się 20 grudnia 2005 roku w Mammoth Mountain, gdzie w zawodach FIS Race zajął 35. miejsce w gigancie. W 2009 wystartował na mistrzostwach świata juniorów w Garmisch-Partenkirchen, gdzie jego najlepszym wynikiem było dziewiętnaste miejsce w supergigancie. Podczas rozgrywanych rok później mistrzostw świata juniorów w regionie Mont Blanc zdobył złoty medal w kombinacji. W zawodach tych wyprzedził Włocha Jacopo di Ronco oraz Kelby'ego Halberta z Kanady. W zawodach Pucharu Świata zadebiutował 14 listopada 2010 roku w Levi, gdzie nie zakwalifikował się do drugiego przejazdu slalomu. Pierwsze pucharowe punkty wywalczył 22 stycznia 2012 roku w Kitzbühel, zajmując 24. miejsce w tej samej konkurencji. Najlepsze wyniki osiągnął w sezonie 2011/2012, kiedy zajął 131. miejsce w klasyfikacji generalnej. Nigdy nie startował na mistrzostwach świata ani igrzyskach olimpijskich.

## Osiągnięcia

### Mistrzostwa świata juniorów
| Miejsce | Dzień       | Rok  | Miejscowość            | Konkurencja | Czas biegu  | Strata  | Zwycięzca               |
| ------- | ----------- | ---- | ---------------------- | ----------- | ----------- | ------- | ----------------------- |
| 27.     | 4 marca     | 2009 | Garmisch-Partenkirchen | Zjazd       | 1:39,06 min | +1,99 s | Andy Plank              |
| 19.     | 4 marca     | 2009 | Garmisch-Partenkirchen | Supergigant | 1:16,64 min | +1,91 s | Manuel Kramer           |
| DNF2    | 5 marca     | 2009 | Garmisch-Partenkirchen | Gigant      | 2:18,49 min | -       | Alexis Pinturault       |
| 20.     | 6 marca     | 2009 | Garmisch-Partenkirchen | Slalom      | 1:20,78 min | +2,04 s | Jesper Riis-Johannessen |
| 11.     | 31 stycznia | 2010 | Region Mont Blanc      | Gigant      | 2:17,55 min | +1,39 s | Maxence Muzaton         |
| 39.     | 1 lutego    | 2010 | Region Mont Blanc      | Supergigant | 1:29,71 min | +3,01 s | Maxence Muzaton         |
| 7.      | 2 lutego    | 2010 | Region Mont Blanc      | Slalom      | 1:30,97 min | +1,82 s | Reto Schmidiger         |
| 15.     | 4 lutego    | 2010 | Region Mont Blanc      | Zjazd       | 1:19,32 min | +0,85 s | Mattia Casse            |
| 1.      | 4 lutego    | 2010 | Region Mont Blanc      | Kombinacja  | 35,04 pkt   | -       | -                       |

### Puchar Świata

#### Miejsca w klasyfikacji generalnej
- sezon 2011/2012: 131.
- sezon 2013/2014: 152.

#### Pozostałe miejsca na podium w zawodach
Granstrom nigdy nie stanął na podium zawodów PŚ.